# Bergmann MG 15
Bergmann MG 15 — немецкий станковый пулемёт времён Первой мировой войны, разработанный Луисом Шмайссером и изготавливавшийся на заводах Теодора Бергманна в начале XX века. Во время Первой мировой войны, пулемёты оказались в небольшом количестве на вооружении армий Германии и Австро-Венгрии. Bergmann MG производился в основном на экспорт.

## История
В начале 1902 г. Луис Шмайссер запатентовал станковый пулемёт с водяным охлаждением модели 1902 г., позднее он модернизировал его в Bergmann MG 10.
Пулемёт разработан на базе пистолета Bergmann M1897. Пулемёт мог вести только автоматический непрерывный огонь. Принцип действия основан на отдаче ствола с коротким ходом. Патронная лента нерассыпная. Лента размещалась в патронной коробке. Ствол имел водяное охлаждение в цилиндре объёмом 5 литров. Прицел механический. Пулемёт монтировался на треножный станок с оборудованным сидением для стрелка на задней длинной ноге станка.
В 1915 г. Л. Шмайссер модифицировал свой пулемёт в Bergmann MG 15. Станковый пулемёт MG 15 отличался от базовой модели MG 10, имевшей только станок-треногу массой 20 кг, возможностью установки и на станок-салазки пулемёта MG 08. В основном Bergmann MG 15 использовался в кавалерийских пулемётных ротах германской армии.
Чуть позже его сын, Хуго Шмайссер, на основе этой разработки создал ручной пулемёт Bergmann LMG 15.

## Версии
- Bergmann MG 02 — первоначальный вариант 1902 года;
- Bergmann MG 10 — модернизированный вариант 1910 года;
- Bergmann MG 15 — модернизация MG 10 для возможности крепления на станки от MG 08.